# Luis Urueta
Luis Felipe Urueta Romano (Barranquilla, 9 de enero de 1981) es un mánager y exbeisbolista colombiano de ascendencia italiana que actualmente se encuentra en el staff de entrenadores de los Miami Marlins. 

## Carrera como jugador
Luis Urueta fue un infielder y jardinero en ligas menores con la organización de los Diamondbacks de Arizona. Desde el 2000 hasta el 2002 estuvo con esta organización jugando en las ligas Rookie y Clase A.
Para la temporada 2003 llega a los Cardenales de San Luis donde permanece solo esa temporada en Clase A y Clase A Avanzada, después pasa a la liga independiente, American Association of Professional Baseball con el equipo Gary SouthShore RailCats.
Desde el 2004 hasta el 2006 jugó en la Liga Italiana de Béisbol con el equipo Italeri Fortitudo Bologna.

## Carrera como entrenador

### Arizona Diamondbacks
Urueta ha sido entrenador en la organización de Diamondbacks desde el 2007. Fue coordinador de campo para DSL Diamondbacks en el 2011 y entrenador de South Bend Silver Hawks en el 2012. Se convirtió en manager de la filial Arizona Diamondbacks en la Arizona Fall League en el 2014. Urueta fue entrenador de los Reno Aces en 2015.
El 26 de julio de 2020 se convirtió en el primer colombiano en dirigir un juego en Grandes Ligas tras la expulsión del manager Torey Lovullo, fue una victoria 4 por 3 ante los Padres de San Diego.

### Miami Marlins
En el 2022 Urueta llega a los Marlins de Miami como coach de banca.

### Selección Colombia
Urueta estuvo como entrenador en la Selección de béisbol de Colombia en los Clasificatorios al Clásico Mundial de Béisbol 2013.
En el Clasificatorio del Clásico Mundial de Béisbol 2017 enfrentaron a España y Panamá el cual vencieron para obtener un cupo al torneo y su primera participación en un Clásico Mundial. 
Colombia estuvo en el Grupo C junto a República Dominicana, Estados Unidos y Canadá, en el torneo sufre dos derrotas y una victoria que fue ante Canadá 4 por 1 que lo clasifica al próximo torneo.
Urueta es confirmado como entrenador de Colombia para el Clásico Mundial de Béisbol 2023. Por compromisos con los Marlins, Urueta deja el cargo de manager de la Selección Colombia para el Clásico Mundial del 2023.

### En Colombia
Urueta logra dos títulos consecutivos en la Liga Profesional de Béisbol Colombiano, en la temporada 2014-15 con Leones de Montería y en la temporada 2015-16 con Caimanes de Barranquilla.
En la Serie Latinoamericana logra el campeonato en el año 2015 con Leones y en el 2016 el subcampeonato con Caimanes.

### En República Dominicana
"Pipe" Urueta estuvo con Tigres del Licey de la República Dominicana en las temporadas 2016-17 como asistente del manager, a partir de la temporada 2017-18 fue manager en propiedad del equipo el cual llegaron a la final pero fueron derrotados por Águilas Cibaeñas, en la temporada 2018-19 llegaron hasta el round robin pero quedaron en cuarto lugar y eliminados para llegar a la Serie Final, para la temporada 2019-20 llegan nuevamente a la final pero son vencidos por Toros del Este.
Gigantes del Cibao anuncia la contratación de Urueta como su nuevo manager para la temporada 2020-21, llegan a la final pero Águilas Cibaeñas gana la serie cuatro por tres. Finalizada la temporada es nombrado Manager del Año.
En su cuarta final en Dominicana se coronó por primera vez campeón con Gigantes del Cibao, en su roster contó con jugadores de la talla de Marcell Ozuna y José Siri.
En la Serie del Caribe 2022 llega a la final con Gigantes, pero son derrotados cuatro por uno por Caimanes de Barranquilla.

## Logros y Resultados
- Manager del año temporada 2013-14 en Colombia con Leones de Montería.
- Manager del año temporada 2015-16 en Colombia con Caimanes de Barranquilla.
- Manager del año temporada 2020-21 en República Dominicana con Gigantes del Cibao.
- Manager del año temporada 2021-22 en República Dominicana con Gigantes del Cibao.

| Torneo                                                 | Sede                               | Equipo                   | Temporada | Posición                |
| ------------------------------------------------------ | ---------------------------------- | ------------------------ | --------- | ----------------------- |
| Liga Profesional de Béisbol Colombiano                 | Bandera de Colombia                | Leones de Montería       | 2013-14   | Subcampeón              |
| Arizona Fall League (Ligas Menores)                    | Bandera de Estados Unidos          | Arizona Diamondbacks     | 2014      | Tercero (División)      |
| Liga Profesional de Béisbol Colombiano                 | Bandera de Colombia                | Leones de Montería       | 2014-15   | Campeón                 |
| Serie Latinoamericana                                  | Bandera de Panamá                  | Leones de Montería       | 2015      | Campeón                 |
| Liga Profesional de Béisbol Colombiano                 | Bandera de Colombia                | Caimanes de Barranquilla | 2015-16   | Campeón                 |
| Serie Latinoamericana                                  | Bandera de Nicaragua               | Caimanes de Lorica       | 2016      | Subcampeón              |
| Clásico Mundial                                        | Bandera de Estados Unidos          | Selección Colombia       | 2017      | Tercero (Primera Ronda) |
| Liga de Béisbol Profesional de la República Dominicana | Bandera de la República Dominicana | Tigres del Licey         | 2017-18   | Subcampeón              |
| Liga de Béisbol Profesional de la República Dominicana | Bandera de la República Dominicana | Tigres del Licey         | 2018-19   | Cuarto (Round Robin)    |
| Liga de Béisbol Profesional de la República Dominicana | Bandera de la República Dominicana | Tigres del Licey         | 2019-20   | Subcampeón              |
| Liga de Béisbol Profesional de la República Dominicana | Bandera de la República Dominicana | Gigantes del Cibao       | 2020-21   | Subcampeón              |
| Liga de Béisbol Profesional de la República Dominicana | Bandera de la República Dominicana | Gigantes del Cibao       | 2021-22   | Campeón                 |
| Serie del Caribe                                       | Bandera de la República Dominicana | Gigantes del Cibao       | 2022      | Subcampeón              |
| Liga de Béisbol Profesional de la República Dominicana | Bandera de la República Dominicana | Gigantes del Cibao       | 2022-23   | Cuarto (Round Robin)    |